# Heptabarbital

Strukturformel för heptabarbital.

Heptabarbital, summaformel C13H18N2O3, är ett lugnande och sömngivande preparat som tillhör gruppen barbiturater. Preparatet används inte som läkemedel i Sverige.
Det är narkotikaklassat i Sverige, ingående i förteckning V, vilket innebär att det inte omfattas av internationella narkotikakonventioner.